# Talking/Once Again
Talking/Once Again (talvolta intitolato semplicemente Talking) è un singolo del superduo statunitense ¥$, pubblicato l'8 febbraio come secondo estratto dal primo album in studio Vultures 1.
Il brano vede la partecipazione della figlia di Kanye West e Kim Kardashian North West.

## Antefatti
La strofa di North West nel brano era stata fatta ascoltare in anteprima al Vultures Rave di West e Ty Dolla Sign tenutosi a Wynwood, Florida il 10 dicembre 2023 al quale aveva partecipato North West stessa.
Il video del brano è stato pubblicato da West l'8 febbraio 2024, inizialmente sui suoi profili Instagram e X e poi sul suo canale YouTube. Poche ore dopo il singolo è stato pubblicato sulle principali piattaforme streaming.

## Descrizione
Il brano è stato prodotto da Kanye West, No I.D., James Blake e DJ Camper e scritto dagli artisti e dai produttori. Il ritornello è cantato da James Blake, la prima strofa è di North West e il brano si chiude con un verso di Ty Dolla Sign, in cui l'artista parla della sua paternità.

## Video musicale
Il video musicale, diretto dal duo di registi italiani Damiano e Fabio D'Innocenzo, è stato pubblicato poche ore prima della pubblicazione del singolo. Nel video compaiono inizialmente Kanye West e North West insieme e successivamente appare Ty Dolla Sign con sua figlia Jailynn Griffin. Il 30 aprile 2024 esce una seconda versione del video diretto da North West.

## Classifiche
| Classifica (2024) | Posizione massima |
| ----------------- | ----------------- |
| Canada            | 30                |
| Islanda           | 16                |
| Italia            | 96                |
| Lituania          | 37                |
| Nuova Zelanda     | 32                |
| Paesi Bassi       | 48                |
| Repubblica Ceca   | 77                |
| Slovacchia        | 46                |
| Stati Uniti       | 30                |
| Svezia            | 69                |